# Eric Oelschlägel
Eric Dirk Oelschlägel (Hoyerswerda, Sajonia, 20 de septiembre de 1995) es un futbolista alemán. Juega de portero y se encuentra sin equipo.

## Trayectoria
Se formó en las inferiores del Dinamo Dresde y SG Dresden Striesen. En el año 2012 se unió a las inferiores del Werder Bremen. Para la temporada 2014-15 Oelschlägel fue parte del segundo equipo que competía en la Regionalliga Nord. Debutó el 16 de noviembre de 2014 en la victoria de visita por 4-0 contra el FT Braunschweig. En 2015 logró el ascenso a la 3. Liga con el segundo equipo.
El 20 de junio de 2018 fichó por el Borussia Dortmund por un año como tercer arquero del primer equipo. Jugó en el segundo equipo en la Regionalliga West. Fue desvinculado del club al término de la temporada 2019-20.
El 5 de octubre de 2020 fichó por el F. C. Utrecht de la Eredivisie como agente libre. Con este equipo estuvo dos temporadas, marchándose en julio de 2022 al F. C. Emmen. Allí también estuvo un par de campañas y quedó libre al finalizar la 2023-24. Entonces estuvo unos meses sin equipo hasta que en octubre se unió al F. C. St. Pauli. Dejó el club al término de la temporada después de haber jugado únicamente un par de encuentros con el filial.

## Selección nacional
Fue parte del equipo alemán que jugó en los Juegos Olímpicos de 2016. Donde ganaron la medalla de plata perdiendo la final ante Brasil.

## Estadísticas
Actualizado al último partido disputado el 27 de abril de 2025.
| Club                                                                 | Div.          | Temporada     | Liga  | Liga  | Copas nacionales(1) | Copas nacionales(1) | Copas internacionales | Copas internacionales | Total | Total |
| Club                                                                 | Div.          | Temporada     | Part. | Goles | Part.               | Goles               | Part.                 | Goles                 | Part. | Goles |
| -------------------------------------------------------------------- | ------------- | ------------- | ----- | ----- | ------------------- | ------------------- | --------------------- | --------------------- | ----- | ----- |
| Werder Bremen II · Alemania                                          | 4.ª           | 2014-15       | 1     | 0     | —                   | —                   | —                     | —                     | 1     | 0     |
| Werder Bremen II · Alemania                                          | 3.ª           | 2015-16       | 19    | 0     | —                   | —                   | —                     | —                     | 19    | 0     |
| Werder Bremen II · Alemania                                          | 3.ª           | 2016-17       | 12    | 0     | —                   | —                   | —                     | —                     | 12    | 0     |
| Werder Bremen II · Alemania                                          | 3.ª           | 2017-18       | 36    | 0     | —                   | —                   | —                     | —                     | 36    | 0     |
| Werder Bremen II · Alemania                                          | Total club    | Total club    | 68    | 0     | 0                   | 0                   | 0                     | 0                     | 68    | 0     |
| Borussia Dortmund II · Alemania                                      | 4.ª           | 2018-19       | 28    | 0     | —                   | —                   | —                     | —                     | 28    | 0     |
| Borussia Dortmund II · Alemania                                      | 4.ª           | 2019-20       | 15    | 0     | —                   | —                   | —                     | —                     | 15    | 0     |
| Borussia Dortmund II · Alemania                                      | Total club    | Total club    | 43    | 0     | 0                   | 0                   | 0                     | 0                     | 43    | 0     |
| Borussia Dortmund · Alemania                                         | 1.ª           | 2018-19       | 0     | 0     | 1                   | 0                   | 0                     | 0                     | 1     | 0     |
| Borussia Dortmund · Alemania                                         | 1.ª           | 2019-20       | 0     | 0     | 0                   | 0                   | 0                     | 0                     | 0     | 0     |
| Borussia Dortmund · Alemania                                         | Total club    | Total club    | 0     | 0     | 1                   | 0                   | 0                     | 0                     | 1     | 0     |
| F. C. Utrecht · Países Bajos                                         | 1.ª           | 2020-21       | 25    | 0     | 1                   | 0                   | ―                     | ―                     | 26    | 0     |
| F. C. Utrecht · Países Bajos                                         | 1.ª           | 2021-22       | 6     | 0     | 0                   | 0                   | ―                     | ―                     | 6     | 0     |
| F. C. Utrecht · Países Bajos                                         | Total club    | Total club    | 31    | 0     | 1                   | 0                   | 0                     | 0                     | 32    | 0     |
| F. C. Emmen · Países Bajos                                           | 1.ª           | 2022-23       | 9     | 0     | 0                   | 0                   | ―                     | ―                     | 9     | 0     |
| F. C. Emmen · Países Bajos                                           | 2.ª           | 2023-24       | 17    | 0     | 1                   | 0                   | ―                     | ―                     | 18    | 0     |
| F. C. Emmen · Países Bajos                                           | Total club    | Total club    | 26    | 0     | 1                   | 0                   | 0                     | 0                     | 27    | 0     |
| F. C. St. Pauli II · Alemania                                        | 4.ª           | 2024-25       | 2     | 0     | —                   | —                   | —                     | —                     | 2     | 0     |
| F. C. St. Pauli II · Alemania                                        | Total club    | Total club    | 2     | 0     | 0                   | 0                   | 0                     | 0                     | 2     | 0     |
| F. C. St. Pauli · Alemania                                           | 1.ª           | 2024-25       | 0     | 0     | 0                   | 0                   | —                     | —                     | 0     | 0     |
| F. C. St. Pauli · Alemania                                           | Total club    | Total club    | 0     | 0     | 0                   | 0                   | 0                     | 0                     | 0     | 0     |
| Total carrera                                                        | Total carrera | Total carrera | 168   | 0     | 3                   | 0                   | 0                     | 0                     | 171   | 0     |
| (1) Incluye datos de la Copa de Alemania y Copa de los Países Bajos. |               |               |       |       |                     |                     |                       |                       |       |       |

## Palmarés

### Títulos nacionales
| Título                | Club              | País     | Año  |
| --------------------- | ----------------- | -------- | ---- |
| Supercopa de Alemania | Borussia Dortmund | Alemania | 2019 |

### Títulos internacionales
| Título                     | Equipo          | País   | Año  |
| -------------------------- | --------------- | ------ | ---- |
| Juegos Olímpicos de Verano | Alemania sub-23 | Brasil | 2016 |